# No pasarán
Pour l’article homonyme, voir No pasarán (homonymie).
¡No pasarán!, signifiant « Ils ne passeront pas ! » en espagnol, a été prononcée par les partisans de la Seconde République espagnole (1936-1939) en lutte contre les rebelles nationalistes commandés par le général Franco, dont le soulèvement des 17 et 18 juillet 1936 déclenche la guerre civile espagnole. Le peintre Ramón Puyol Román l'utilise dans ses affiches.

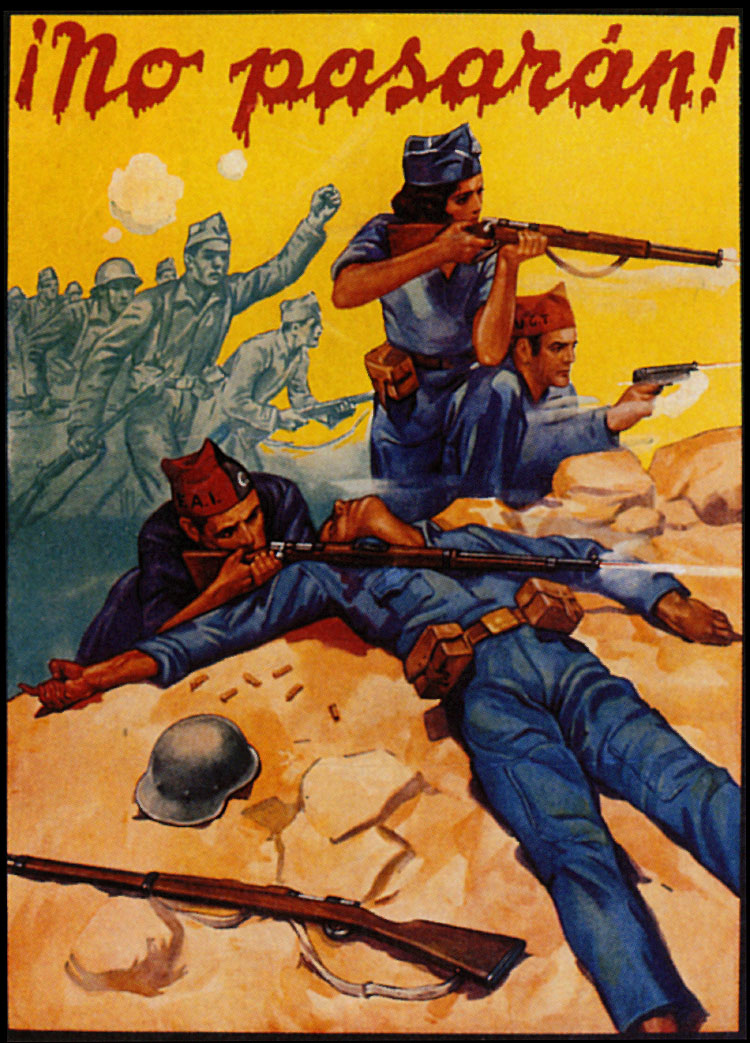
Affiche de Ramón Puyol Román durant la guerre d'Espagne.

Ce slogan politique reste associé à Dolores Ibárruri par la vigueur avec laquelle celle-ci le proclama dès le premier jour de la lutte dans un discours radio-diffusé, puis dans Madrid assiégée quelques mois plus tard, période durant laquelle il devient le cri de ralliement des républicains espagnols.
Devenu le symbole de la résistance antifasciste, « ¡No pasarán! » est ensuite repris dans de multiples contextes.

## Étymologie
La phrase serait une reprise du slogan politique lancé par le général Robert Nivelle pendant l'offensive allemande sur Verdun, en 1916 (« Ils ne passeront pas ! »).
Jordi Cuixart a rappelé lors de son procès, en 2019, que c’était la traduction d’un poème en catalan d’Apel·les Mestres, protestant contre l’invasion de la Belgique, pays neutre, en 1914. Ce poème était populaire parmi les engagés volontaires catalans dans l’armée française lors du premier conflit mondial.
Des soldats franquistes, victorieux, entrant dans Madrid assiégée tout à la fin de la guerre d'Espagne, crièrent en réponse : « ¡Ya hemos pasado! » (« Nous sommes passés ! »).

## Réutilisations

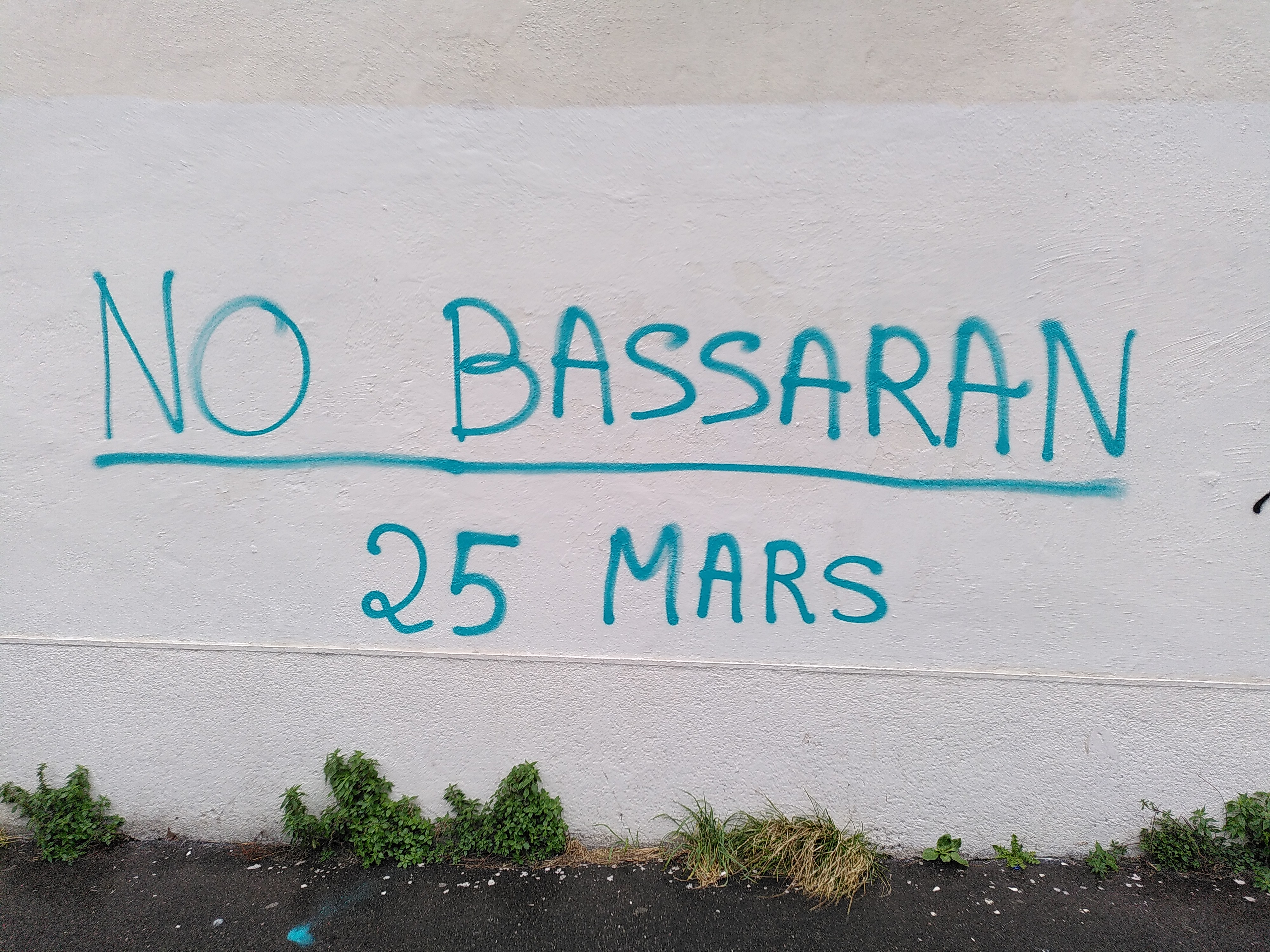
Graffiti « No bassaran » en soutien à la lutte contre les méga-bassines, sur un mur du centre-ville de Nantes en mars 2023.

En France, Le Réseau No Pasaran, organisation antifasciste libertaire, s'inspire de cette phrase.
En 2011, la récupération du cri de résistance « ¡No pasarán ! » fut l’expression de la détermination des Indignés en Espagne de continuer à occuper l’espace public en dépit des tentatives policières pour les expulser et déloger les campements, dont les médias se firent rapidement écho.[réf. nécessaire]
En 2012, lors du procès du groupe de musique Pussy Riot en Russie, l'une des accusées portait le slogan sur son tee-shirt.
En 2022, la candidate à l'élection présidentielle et maire de Paris Anne Hidalgo déclare «¡ No pasarán ! » dans un discours de campagne à Montpellier.
L'association Bassines Non Merci, qui lutte contre la multiplication des méga-bassines agricoles en France, a pour slogan une version légèrement modifiée : « No bassaran ! ».
En 2024, après les résultats du premier tour des élections législatives en France, sur une idée originale de DJ Kore et de Ramdane Touhami, un collectif de rappeur constitué de Sofiane, Zola, Kerchak, RK, Soso Maness, Zed, UZI, ASHE 22, Nahir, ISK, Mac Tyer, Alkpote, Cokein, Akhenaton, Pit Baccardi, Seth Gueko, Demi Portion, Decimo, Relo et Costas, s'engage sur le morceau NO PASARÁN, appelant à se mobiliser en votant pour le Nouveau Front populaire au second tour pour faire barrage au Rassemblement national. Il est prévu de reverser 100% des recettes à la Fondation Abbé-Pierre pour le logement des défavorisés. Le morceau fait cependant polémique dans les médias, le musicien Olivier Lamm y relevant dans un article paru dans Libération « d’impardonnables saillies antisémites ». Interrogée sur le plateau de BFM TV le 3 juillet 2024 Marine Tondelier dénonce « la culture du viol dans le rap » et pointe les dérives sexistes, homophobes et conspirationnistes du clip.